# À deux c'est plus facile
Pour plus de détails, voir Fiche technique et Distribution.
À deux c'est plus facile est un téléfilm français de comédie réalisé par Émilie Deleuze.

## Synopsis
Menacé d'un placement en maison de retraite, Joseph, 84 ans, décide de louer une chambre de son appartement à Marilyn, une jeune étudiante. Cette cohabitation est possible grâce à un « programme » qui propose à des personnes âgées de loger gratuitement des étudiants en échange d’un peu de présence et de petits services. La jeune fille va bousculer les habitudes du vieux grincheux.

## Fiche technique
- Titre  original : À deux c'est plus facile
- Réalisateur : Émilie Deleuze
- Scénariste : Émilie Deleuze, Laurent Guyot et Maïté Maillé
- Sociétés de production : uFilm, BE-FILMS, Les Films du Worso et le Tax shelter du Gouvernement Fédéral de Belgique
- Producteur : Sylvie Pialat
- Société de distribution : Arte France
- Distribution des rôles : Stéphane Touitou et Katja Wolf
- Pays d'origine : France
- Genre : comédie
- Durée : 79 minutes
- Date de sortie : 4 juin 2010  France

## Distribution
- Michel Galabru : Joseph Coudray
- Luce Radot : Marilyn
- Alexandra Stewart : Madeleine, la sœur de Joseph
- Marcial Di Fonzo Bo : Éric Lesage
- Venantino Venantini : un ami de Joseph
- Abraham Belaga : Vincent
- Agathe Bonitzer : Ella
- Pierre Aussedat : le marchand de journaux
- René Schérer : un ami de Joseph